# Лашкарёвы
Лашкарёвы — российский дворянский род грузинского происхождения.

## Происхождение
Происходят от грузинского дворянина Лазаря Григорьевича Лашкарёва-Бибилюрова, выехавшего в Россию с царем Вахтангом VI, при Петре Великом. Род Лашкарёвых внесен в IV часть Общего Гербовника дворянских родов Всероссийской Империи и в VI часть родословной книги Санкт-Петербургской губернии.

## Известные представители
- Лашкарёв, Сергей Лазаревич (1739—1814) — сын Лазаря Григорьевича Лашкарёва-Бибилюрова, русский дипломат.
  - Лашкарёв, Павел Сергеевич (1776—1857) — генерал-майор, герой Отечественной войны 1812 года.
  - Лашкарёв, Александр Сергеевич (1779—1849) — генерал-лейтенант, георгиевский кавалер.
  - Лашкарёв Сергей Сергеевич (1783—1858) — тайный советник, дипломат.
    - Лашкарёв Сергей Сергеевич (1816—1869) — русский писатель и общественный деятель.

  - Лашкарёв, Григорий Сергеевич (1788—1849) — генерал-лейтенант, волынский губернатор, сенатор.
    - Лашкарёва, Мария Григорьевна (в замужестве Пейкер; 1827—1881) — русская писательница; издатель журнала «Русский рабочий».
    - Лашкарёв, Александр Григорьевич (1823—1898) — пермский губернатор в 1860—1865 гг.
      - Лашкарёв, Григорий Александрович (1862—1931) — член Государственной думы от Минской губернии, член Государственного совета по выборам.

## Описание герба
Щит разделен горизонтально на две части, из них в верхней части, в голубом поле, изображен золотой полумесяц, рогами в правую сторону обращенный, а в нижней части, в красном поле, находится муж в азиатском платье, вооруженный саблею; в правой руке он держит трость, а в левой руке — пальмовую ветвь.
На щите дворянский коронованный шлем. Нашлемник: три страусовых пера. Намёт на щите красный, подложенный золотом (Гербовник, IV, 140).